# Caso Branco
Caso Branco (em alemão:  Fall Weiss), também conhecida como Quarta Ofensiva Inimiga (em servo-croata:  Četvrta neprijateljska ofenziva/ofanziva), foi uma ofensiva estratégica combinada do Eixo lançada contra os Partidários Iugoslavos em toda a Iugoslávia ocupada durante a Segunda Guerra Mundial. Foi um dos confrontos mais significativos da Segunda Guerra Mundial na Iugoslávia. A ofensiva ocorreu no início de 1943, entre 20 de janeiro   e meados de março.  A operação do Eixo levou o Comando Supremo Partidário a pôr em prática os seus planos de avanço em direcção ao leste da Herzegovina, Sandžak e Montenegro. 
Para isso, Tito formou o chamado Grupo Operacional Principal, que finalmente conseguiu forçar a passagem através do Neretva em meados de março de 1943, após uma série de batalhas com várias formações hostis. Outras formações partidárias, o 1º Corpo Croata e o 1º Corpo Bósnio, conseguiram escapar aos golpes do Eixo e, apesar das perdas significativas, recuperaram a maior parte do território que detinham antes do início da operação. Como a sua fase final ocorreu no rio Neretva, a operação ficou conhecida na Iugoslávia como Batalha de Neretva (Bitka na Neretvi). Esta etapa também é conhecida como Batalha pelos Feridos (Bitka za ranjenike).

## Contexto
No final de 1942, com a deterioração da situação do Eixo no Norte de África, o alto comando alemão ficou preocupado com a possibilidade de um desembarque Aliado nos Balcãs. Num tal evento, as forças de resistência na Jugoslávia provavelmente interfeririam nas operações defensivas alemãs, bem como na sua exploração económica dos recursos naturais, incluindo madeira, cobre e bauxite. Como resultado, em 16 de dezembro de 1942, Adolf Hitler ordenou ao Comandante das Forças Armadas no Sudeste da Europa, Generaloberst Alexander Löhr, que esmagasse a resistência na Iugoslávia.   Numa reunião de 18–19 de dezembro, o Estado-Maior da Wehrmacht decidiu pela destruição da República de Bihać. Em 8 de janeiro, Löhr e Mario Roatta, comandante do 2º Exército Italiano, reuniram-se em Zagreb e elaboraram um plano detalhado. 

## Operação
A operação foi planejada para ser realizada em três etapas: 
- Weiss 1 tinha como objetivo destruir as áreas controladas pelos guerrilheiros Lika, Kordun, Banija, Cazinska Krajina e Grmeč. Começou em 20 de janeiro de 1943 e durou até 25 de fevereiro.
- Weiss 2 concentrou-se nos Partidários do sudeste da República de Bihać: Drvar, Glamoč, Livno, Jajce e Ključ.
- Weiss 3 deveria ser executado no leste da Herzegovina e Montenegro, tendo como alvo principalmente os Chetniks realistas. Esta fase foi cancelada no início de fevereiro de 1943. [12]

Os alemães pretendiam destruir o comando central do movimento Partidário, o Comité Central do Partido Comunista da Iugoslávia, bem como a maior parte das unidades Partidárias em torno do QG Supremo. O Eixo reuniu dez divisões totalizando 90.000 soldados e 12 esquadrões aéreos. 
Auxiliares e unidades Chetnik compostas por 12.000 a 15.000 homens também participaram e trabalharam em estreita colaboração com os italianos.   A operação coincidiu com a chamada "Marcha sobre a Bósnia", um plano que previa o uso de Chetniks de Lika, norte da Bósnia, norte da Dalmácia, Herzegovina e Montenegro, a fim de destruir o território controlado pelos Partidários ali. A "Marcha sobre a Bósnia" também apelou à limpeza étnica da população muçulmana na Bósnia e Herzegovina e em Sandžak. De acordo com os alemães, as forças Chetniks eram compostas por 150.000 homens em Fevereiro de 1943 (acima dos 100.000 em Agosto de 1942). Os partidários, por outro lado, representavam menos de um terço desse número. Em 2 de janeiro, Draža Mihailović relatou seu plano aos Chetniks para a destruição da República Partidária de Bihać, a fim de "libertar este território sérvio do terror comunista". No dia 21 escreveu: “Na verdade, a questão da Bósnia é mais importante. No oeste da Bósnia e em Lika estamos actualmente a fazer os preparativos finais para a destruição definitiva dos comunistas, que nos impedem de destruir a Croácia de Pavelić”. " 
As ordens para a operação exigiam extrema severidade para com os guerrilheiros capturados e a população civil. Os primeiros seriam fuzilados após a captura e as populações civis consideradas hostis seriam deportadas para campos de trânsito. As aldeias na área de combate seriam arrasadas. Os comandantes no terreno foram proibidos de punir os seus subordinados por severidade excessiva. 

### Weiss 1
De acordo com o plano, quatro divisões alemãs (7.ª Divisão Voluntária de Montanha SS, 369ª, 714ª e 717ª) atacariam a partir do arco que se estendia de Karlovac através de Glina, Kostajnica, Bosanski Novi e Sanski Most em direção à linha Bihać-Petrovac. Três divisões italianas ("Lombardia", "Re" e "Sassari") deveriam avançar na sua ala direita, através de Lika e do norte da Dalmácia. De acordo com o plano, a 7ª SS e a 717ª Divisões, posicionadas nas extremidades do arco, deveriam correr para a retaguarda inimiga com grupos de batalha motorizados e se encontrar em Vrtoče no segundo dia da operação. As reforçadas 369ª e 714ª Divisões deveriam enfrentá-los e fechar o círculo em torno da maior parte das forças partidárias na área da montanha Grmeč. Na fase final, três divisões deveriam destruir os guerrilheiros cercados e deportar a população para evitar a possibilidade de renascimento da atividade guerrilheira na área.
As divisões alemãs foram reforçadas com o 202º Batalhão de Tanques e a 2ª e 3ª Brigada de Montanha da Guarda Nacional. As divisões italianas usaram os auxiliares Chetnik em Lika, Dalmácia e Herzegovina, três batalhões Ustasha (31º, 32º e 34º) e um (2º Jäger) da Guarda Nacional. Em 8 de janeiro, as 2ª e 5ª Brigadas Krajina mudaram-se para Kozara e lançaram uma série de ataques às guarnições e postos do NDH no polje de Lijevče. Uma vez que estas actividades coincidiram com os ataques da 1ª Divisão Proletária no centro da Bósnia, o General Lüters decidiu redistribuir a 714ª Divisão para a defesa da área de Banja Luka. Como a 718ª Divisão já estava empenhada na luta contra os Partidários na Bósnia central e oriental, Lüters reforçou a 369ª Divisão com um grupo de combate regimental da 187ª Divisão de Reserva.

#### Defesa partidária
Os ataques de todas as direções começaram em 20 de janeiro, mas nenhuma das divisões conseguiu manter o cronograma original. As forças do Eixo atacaram o território controlado pelo 1º Corpo Partidário Croata e pelo 1º Corpo Bósnio  - as áreas de Banija, Kordun, Lika e oeste da Bósnia.  No eixo Karlovac-Bihać, quatro brigadas partidárias defendiam-se contra o ataque da 7ª Divisão SS: 4ª e 15ª Brigadas da 8ª Divisão Kordun e 6ª e 14ª Brigadas Littoral-Gorski Kotar. A 7ª Divisão Banija conseguiu conter o avanço da 369ª Divisão de Glina e Kostajnica em direção a Cazin e Bosanska Krupa. A 6ª Divisão Lika manteve com sucesso a linha Plitvička Jezera – Gračac contra ataques italianos. 
A 717ª Divisão encontrou dificuldades ao avançar sobre Bosanski Petrovac vindo de Sanski Most. A Divisão lançou seu ataque em 20 de janeiro com o 749º Regimento e elementos do 202º Batalhão de Tanques. Apesar do apoio aéreo, foi detido pela 1ª Krajina e um batalhão da 7ª Brigada Krajina cerca de 10 km ao sul de Sanski Most. O 737º Regimento da divisão estava na reserva, pronto para explorar um avanço, mas o 749º Regimento não conseguiu fazer um. Nos dias seguintes, ambos os lados intensificaram os seus esforços, fortalecendo-se no ponto-chave; os guerrilheiros continuaram a bloquear os ataques alemães, ao mesmo tempo que lançavam ferozes contra-ataques noturnos. A 717ª Divisão tentou um ataque diversivo de Sanski Most para o oeste com a 2ª Brigada da Guarda Nacional da Montanha. No dia 25 de janeiro, este grupo de batalha de dois batalhões da Guarda Nacional e uma companhia alemã foi atacado pelo 1º Batalhão do 6º e pelo 3º Batalhão da 1ª Brigada Krajina, e foi derrotado com pesadas perdas. Os guerrilheiros apreenderam armamento, incluindo 40 metralhadoras leves e 10 metralhadoras pesadas e quatro canhões de montanha e um antitanque. O general Dippold, comandante da 717ª Divisão, relatou ao general Lüters que em 26 de janeiro a 2ª Brigada da Guarda Nacional foi completamente destruída e que os remanescentes do 2º e 4º batalhões foram absorvidos pelo 749º Regimento de Granadeiros.  Um ataque mais ambicioso para oeste foi lançado em 27 de janeiro com o 737º Regimento reforçado, que alcançou Benakovac antes de ser detido pela 6ª Brigada Krajina. Nesse ínterim, as 2ª e 5ª Brigadas Krajina chegaram de Kozara como reforços, e o 737º Regimento de repente se viu em uma situação difícil. Não vendo alternativa, o regimento montou uma defesa geral; permaneceu isolado e sob ataque até 3 de fevereiro.
Simultaneamente, a 717ª Divisão retomou o ataque às principais forças inimigas em direção a Ključ e Bosanski Petrovac. O ataque estava programado para começar na madrugada de 28 de janeiro, mas batalhões da 1ª Brigada Krajina conseguiram surpreender os alemães durante a noite com um ataque preventivo às suas posições iniciais, dispersando as suas unidades. No dia seguinte, os alemães lançaram um ataque liderado por tanques com a intenção de coletar armas e retardatários, mas o fogo antitanque partidário destruiu o primeiro tanque, matando o comandante do 202º Batalhão de Tanques, tenente-coronel von Geyso.  

#### Ataque a Grmeč
A linha de defesa partidária, que resistiu à maioria dos ataques alemães até então, foi finalmente comprometida pelo avanço da 7ª Divisão SS. Esta unidade, com a ajuda de duas divisões italianas no flanco direito, empurrou continuamente as quatro brigadas partidárias, capturando Slunj em 24 de janeiro e Rakovica em 27. Como resultado, Bihać ficou ameaçado e teve de ser evacuado, e os alemães entraram lá em 29 de janeiro sem lutar. Esta reviravolta também comprometeu a posição da 7ª Divisão Partidária na região de Banija. Foi ordenada a retirada e a ocupação de uma nova linha em frente à 7ª Divisão SS, cobrindo o eixo Bihać-Petrovac. Milhares de refugiados deixaram Banija juntamente com as unidades partidárias, sofrendo ataques aéreos, fome, geadas e doenças ao longo do caminho.
A 7ª Divisão SS continuou a avançar em direção a Petrovac, contra as defesas partidárias compostas principalmente pela 7ª Divisão Banija. Demorou mais dez dias para cobrir esses 50 km. A 7ª Divisão SS chegou a Petrovac no dia 7 de fevereiro, e no dia 9 de fevereiro finalmente conseguiu se unir à 717ª Divisão, cumprindo assim a tarefa originalmente agendada para o segundo dia de operação.  A 369ª Divisão e a 3ª Brigada de Montanha da Guarda Nacional, enfrentando apenas a retaguarda partidária, chegaram a Bosanska Krupa em 30 de janeiro e substituíram o 737º Regimento cercado em Benakovac alguns dias depois.  O 369º juntou-se ao 7º SS perto de Bihać em 4 de fevereiro. Com isto, a área mais ampla de Grmeč foi cercada por três divisões alemãs. No dia 6 de fevereiro, depois de terem recebido reforços, as 369ª, 187ª e 717ª Divisões iniciaram o ataque a Grmeč. As 2ª e 5ª Brigadas Krajina foram apanhadas no cerco, juntamente com cerca de 15.000 habitantes. Em 10 de fevereiro, as brigadas tomaram a decisão de romper o cerco e conseguiram abrir caminho pela estrada Krupa-Sanski Most em direção a Potkalinje. Os habitantes seguiram as brigadas, mas um grande número (até 2.000) sucumbiu ao clima gelado. Cerca de 400 civis restantes foram mortos pelos alemães. 
De acordo com um relatório alemão de 18 de fevereiro para Weiss 1, a 7ª Divisão SS sofreu perdas de 149 mortos, 222 feridos e 68 desaparecidos, e as baixas da 717ª Divisão foram 118 mortos, 290 feridos e 20 desaparecidos. O mesmo relatório estima as perdas partidárias em 6.561 mortos, mas acrescenta que apenas 286 rifles foram capturados.  Este desequilíbrio drástico entre os números sugere que os mortos eram principalmente civis. 

### Ofensiva Partidária
Durante a primeira metade de 1942, os Partidários foram expulsos das partes orientais da Jugoslávia e as potências do Eixo conseguiram em grande parte pacificar estas áreas. Os Partidários estabeleceram uma fortaleza nas partes ocidentais do país, mas regressar ao leste continuou a ser um dos seus principais objectivos. A localização da actividade de guerrilha permitiu aos alemães deixar o controlo das áreas pacificadas para forças de segunda linha e concentrar as suas melhores unidades nas áreas ameaçadas. As 714ª, 717ª e 7ª Divisões SS (todas no oeste da Bósnia em janeiro de 1943) foram todas originalmente implantadas na Sérvia. Tito começou com os planos para uma marcha para o leste no início do outono de 1942. A ideia original era iniciar o grande movimento na primavera, mas os sinais de uma ofensiva iminente do Eixo em janeiro de 1943 fizeram Tito ordenar o início da operação sem demora. 
A operação seria realizada em três etapas: a primeira seria um avanço para Neretva, a segunda seria de Neretva para Drina, e a terceira de Drina para o rio Lim, e mais para sudeste. A principal intenção era reavivar a presença e as atividades partidárias nestas áreas. No dia 8 de fevereiro, em Tomislavgrad, Tito apresentou o plano da primeira fase numa conferência com os estados-maiores da 1ª, 2ª e 3ª Divisão, e emitiu as ordens e diretivas necessárias. 
A execução da ofensiva foi facilitada pelo facto de as principais forças com as quais Tito contava para a operação (1ª e 2ª Divisão Proletária e 3ª Divisão de Choque) terem sido deslocadas fora da área afectada pela operação Weiss 1. A unidade mais distante, a 1ª Divisão Proletária, recebeu ordens de começar a preparar-se para uma marcha inicial no final de Janeiro. A principal força partidária foi dividida em três colunas:
- Coluna da Direita - a (2ª Divisão Proletária) deveria avançar sobre Imotski, Posušje e Drežnica com o objetivo de cortar as comunicações no vale de Neretva e proteger o flanco direito da força principal partidária contra a guarnição inimiga em Mostar.
- Coluna Central - a (3ª Divisão de Choque) teve a tarefa mais difícil: capturar Gornji Vakuf, Prozor, Ostrožac em Neretva e Konjic, e abrir caminho através do Neretva em Konjic.
- Coluna da Esquerda - a (1ª Divisão Proletária) recebeu ordens de avançar sobre Gornji Vakuf, Solakova Kula, Bradina e Ivan Sedlo, protegendo o flanco direito da força principal partidária contra a guarnição inimiga em Mostar, destruir todas as instalações de tráfego entre Konjic e Sarajevo e fornecer proteção ao flanco norte partidário contra uma possível intervenção inimiga de Sarajevo, protegendo a principal passagem montanhosa de Ivan Sedlo.

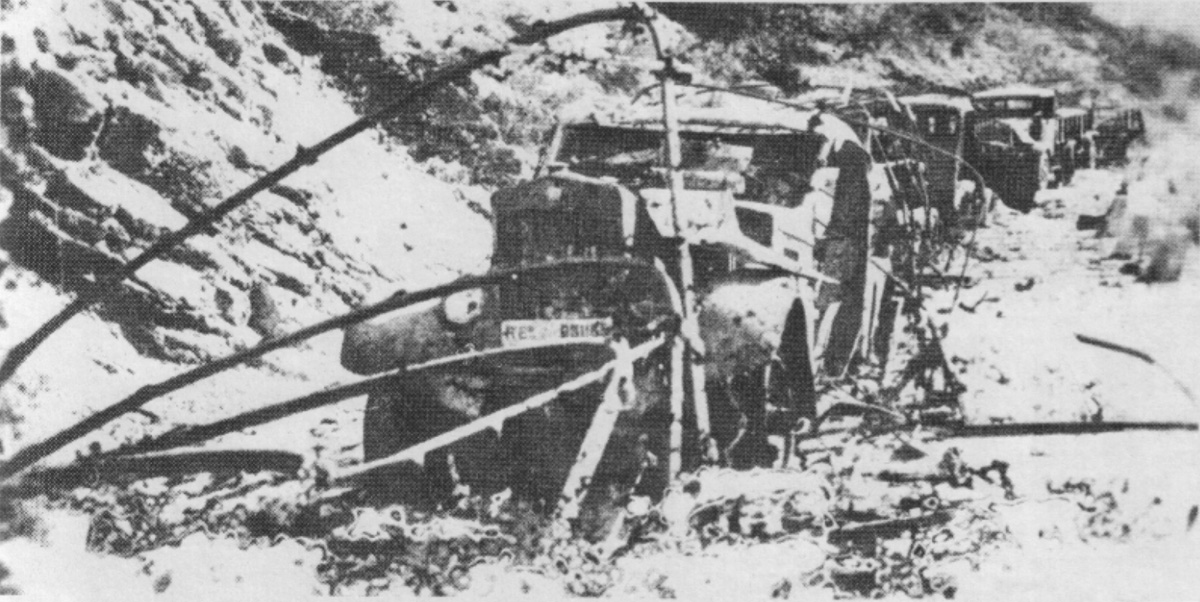
Coluna italiana destruída perto de Drežnica, fevereiro de 1943

A 7ª Divisão Banija foi encarregada de atuar como retaguarda do grupo e proteger o recém-formado "Hospital Central" com cerca de 4.000 doentes e feridos. O hospital foi criado com o objetivo de dar proteção aos feridos, já que eram rotineiramente alvo de execução pelo Eixo. A existência do “Hospital Central” teve um impacto profundo no curso e no resultado das operações futuras. 
A Coluna da Direita (2ª Divisão Proletária) iniciou o seu avanço com vitórias fáceis sobre as guarnições do NDH em Posušje e Imotski nos dias 9 e 10 de fevereiro. Em 15 de fevereiro chegou a Neretva e atacou uma pequena guarnição italiana em Drežinca. O 1º Batalhão do 260º Regimento da Divisão Murge interveio a partir de Mostar, mas foi quase totalmente aniquilado (120 mortos e 286 capturados, incluindo o Comandante, Tenente-Coronel Francesco Metella), no dia 16 de fevereiro com a perda de todo o seu equipamento. Os guerrilheiros enviaram um mensageiro a Mostar para propor a troca de prisioneiros, mas a troca não aconteceu. 

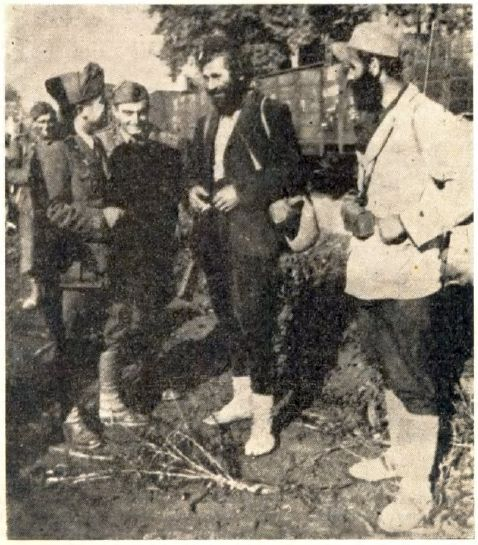
Chetniks com italianos, esperando para serem transportados de trem

Com este sucesso, a 2ª Divisão tomou o controle do vale de Neretva, ao norte de Mostar, das forças inimigas e cortou todo o contato entre a cidade e as guarnições italianas ao norte. O Comando Italiano concluiu que a guarnição de Mostar estava em perigo e decidiu mobilizar imediatamente todas as unidades Chetnik disponíveis. Originalmente, os italianos tinham concordado em não utilizar os Chetniks do Montenegro no território do NDH, mas agora tinham de reverter a sua decisão face à ameaça iminente aos seus interesses na Herzegovina. A 2ª Divisão Proletária, por sua vez, sentiu-se confiante na sua nova posição. Cumprida a sua tarefa principal, a Divisão enviou a sua 4ª Brigada Proletária para o norte, a fim de auxiliar a Coluna Central. 
Na fase de abertura, a Coluna Central (3ª Divisão) capturou Gornji Vakuf em 30 de janeiro e, em 8 de fevereiro, estava se preparando para um ataque à guarnição de Prozor. Prozor foi defendido pelo 3.º Batalhão do 259.º Regimento italiano, reforçado com algumas unidades de infantaria e artilharia, juntamente com uma companhia de tanques leves L3.  A cidade foi fortemente fortificada com um grande número de bunkers de pedra e concreto cercados por obstáculos de arame e cobertos por um sistema de incêndio bem organizado. O ataque partidário começou na noite de 15 de fevereiro, mas falhou devido à feroz resistência da guarnição.
Depois de receber reforços, a 3ª Divisão fez outra tentativa e o segundo ataque acabou sendo bem-sucedido. A guarnição italiana foi destruída, com 120 mortos e 220 capturados. Os guerrilheiros também capturaram quatro obuseiros 100mm, dois canhões antitanque 47mm, nove canhões 81 morteiros mm e 12 metralhadoras pesadas e 25 leves.  Todos os tanques foram capturados ou destruídos: nove deles foram capturados na área de Prozor, e dois foram capturados posteriormente em Ostrožac, e todos os onze foram usados para a formação da Companhia de Tanques do Comando Supremo.  Os reforços italianos enviados naquele dia também foram destruídos: o 1º Batalhão do 260º Regimento perto de Drežnica, e uma companhia do 1º Batalhão do 259º Regimento, enviada de Konjic, foi destruída perto de Prozor.
Segundo o mito popular, na véspera do ataque, uma conferência no QG da 3.ª Divisão foi interrompida pela chegada de um mensageiro com uma nota de Tito (que se encontrava nas proximidades de Šćit). A nota dizia simplesmente: "Prozor deve cair esta noite" (Prozor noćas mora pasti).  Os registros históricos e as memórias dos participantes estão divididos sobre o assunto, mas a frase se popularizou e entrou no discurso cotidiano e na cultura pop.

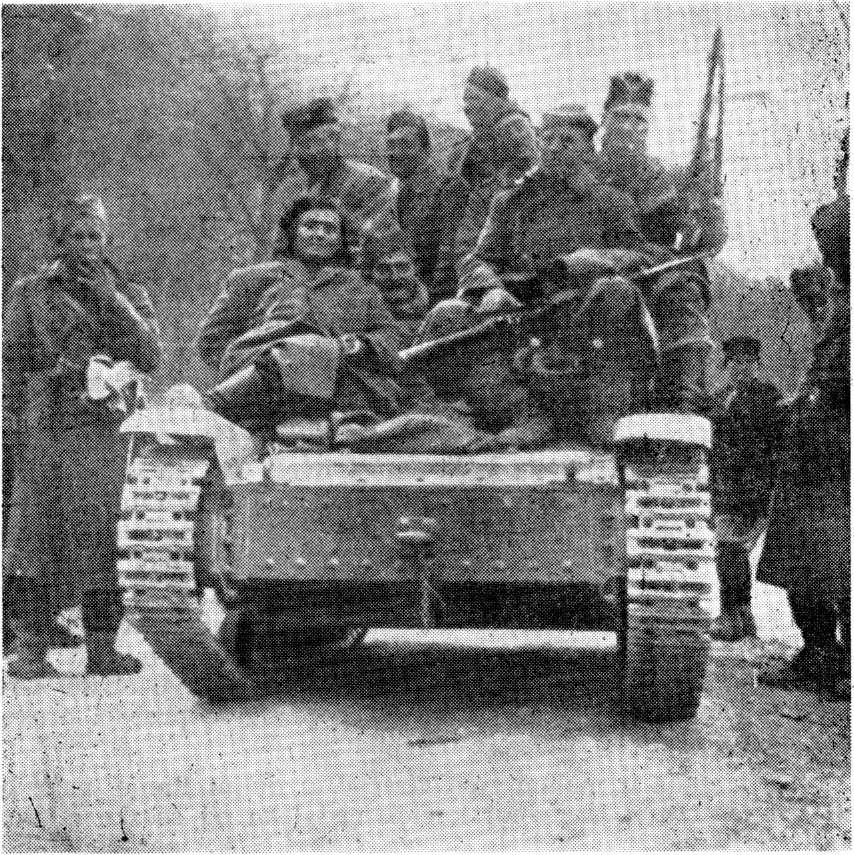
Partidários do Grupo Operacional Principal no tanque capturado dos italianos no final de fevereiro de 1943

A ofensiva continuou com a 10ª Brigada da 3ª Divisão Partidária da Herzegovina atacando e derrotando uma companhia do 1º Batalhão do 259º Regimento em Rama em 20 de fevereiro, infligindo perdas de 183 mortos e 7 soldados italianos capturados. Em 22 de fevereiro, a 5ª Brigada Proletária da mesma divisão capturou Ostrožac em Neretva.
Entretanto, a 4ª Brigada Proletária da Coluna da Direita capturou mais 270 italianos, 140 dos quais estavam na cidade de Jablanica, que foi tomada em 22 de fevereiro. Entre os capturados estavam o tenente-coronel Pelleroni, comandante da guarnição de Jablanica, e o coronel Malantonio, comandante do 259º Regimento. O coronel Malantonio foi baleado depois que os guerrilheiros determinaram que ele era um membro proeminente do Partido Fascista e que havia participado da Guerra Civil Espanhola como oficial do Corpo Truppe Volontarie italiano.   Com a queda de Jablanica, os guerrilheiros controlavam todo o vale de Neretva entre Mostar e Ivan Sedlo; apenas a cidade estrategicamente importante de Konjic ainda estava em mãos italianas.
A Coluna da Esquerda (1ª Divisão Proletária) estava apenas parcialmente concentrada, mas decidiu avançar com o plano utilizando apenas duas das suas brigadas. Os principais objetivos da linha ferroviária Sarajevo-Konjic, Ivan sedlo e Raštelica, foram defendidos pelo Batalhão Ferroviário Ustaša, e importantes objetos ferroviários Bradina, Lukač e Brđani foram defendidos por até uma forte companhia de unidades italianas em fortes fortificações. A 1ª Brigada Proletária capturou a importante passagem montanhosa Ivan Sedlo e a estação Raštelica em 17 de fevereiro por um golpe de estado. As fortificações italianas foram superadas em 18 de fevereiro, após algumas trocas de tiros de artilharia e morteiros, e após uma tentativa de intervenção de um trem blindado de Konjic ter sido repelida.  Nessa situação, sem atividade inimiga de Sarajevo, o quartel-general da 1ª Brigada Proletária cometeu um erro crítico de julgamento ao enviar dois batalhões para atacar a estação ferroviária de Tarčin, perto de Sarajevo, e os dois batalhões restantes numa tentativa de ataque surpresa a Konjic, deixando assim o objetivo mais importante da sua área, o passo montanhoso de Ivan sedlo, praticamente desocupado. 
O ataque surpresa a Konjic foi concebido com a intenção de explorar a desmoralização entre os italianos, e com a esperança de estabelecer contacto com a 5ª Brigada da 3ª Divisão para um ataque conjunto. Mas o contacto não foi estabelecido e na noite de 19 para 20 de Fevereiro, dois batalhões da 1ª Brigada Proletária atacaram sem apoio o principal alvo de toda a operação Partidária, a guarnição Konjic. O ataque teve algum sucesso inicial e os defensores foram rechaçados da margem direita do rio. No entanto, como apenas duas companhias guerrilheiras conseguiram atravessar o rio e entrar no centro da cidade, foram facilmente detidas por pesados morteiros e fogo de artilharia. Vendo que nenhum progresso estava sendo feito ao amanhecer, o Quartel-General da Brigada cancelou o ataque.
Os outros dois batalhões da brigada atacaram Tarčin na noite de 20 para 21 de fevereiro. O ataque coincidiu com a chegada dos reforços alemães de Sarajevo. Como os guerrilheiros estavam em menor número, os alemães conseguiram empurrá-los para trás e retomar o movimento em direção a Ivan Sedlo. O aparecimento de unidades alemãs em Tarčin marcou o início da operação Weiss Mostar.

### Weiss Mostar
Na terceira semana de Fevereiro, os Partidários conseguiram romper o bloqueio italiano ao longo do rio Neretva, comprometendo assim um dos principais aspectos do plano operacional do Weiss 2. O pior de tudo é que os guerrilheiros capturaram Posušje e colocaram em perigo a área mais vasta de Mostar, que fornecia à indústria bélica alemã 10% das suas necessidades de minério de bauxita. Dado que as tropas italianas eram aparentemente incapazes de conter a situação, o Comando Alemão foi obrigado a ajustar os planos operacionais em conformidade. Foi decidido implantar a 718ª Divisão imediatamente nas áreas ameaçadas, antes mesmo do lançamento do Weiss 2. 
A 718ª Divisão iniciou o seu ataque em 19 de fevereiro, com uma coluna avançando de Bugojno em direção a Gornji Vakuf e Prozor, e a outra de Sarajevo em direção a Konjic. Jablanica era o objetivo final de ambos os braços em pinça. A coluna de Bugojno, denominada "Grupo de Batalha Vogel", consistia no 738º Regimento (menos um batalhão), a 5ª Brigada Ustaša (a chamada Legião Negra) e artilharia. Capturou Gornji Vakuf em 22 de fevereiro e depois se viu preso em uma batalha de dez dias contra a reforçada 7ª Divisão Banija na frente de Prozor.
A coluna de Sarajevo (denominada "Grupo de Batalha Annacker") consistia no 750º Regimento (menos um batalhão), dois batalhões do 7º Regimento da Guarda Nacional, um batalhão Ustaša, artilharia e um pelotão de tanques. Foi este grupo de batalha que atacou dois batalhões da 1ª Brigada Proletária em Tarčin no dia 21 de fevereiro. O grupo repeliu o ataque partidário a Tarčin, repeliu os batalhões partidários e, no mesmo dia, alcançou Ivan Sedlo e Raštelica. Após o reagrupamento, os guerrilheiros recuperaram suas posições no Ivan sedlo no dia seguinte, mas uma parte substancial do grupo de batalha, incluindo um batalhão alemão e um da Guarda Nacional, uma companhia Ustaša e vários tanques, conseguiu romper para Konjic em 22 de fevereiro. Eles chegaram bem a tempo de fortalecer decisivamente a guarnição antes de um grande ataque partidário. O comandante da 1ª Brigada Proletária, Danilo Lekić, teve de responder pessoalmente a Tito pelo fracasso da sua brigada em isolar os acessos ao vale do baixo Neretva. 

### Ataque a Konjic
O facto de Konjic controlar a única estrada que conduz à Herzegovina Oriental (sendo o resto da margem oriental de Neretva, a sul da cidade, dominado pela praticamente intransponível montanha Prenj), tornou-a o objectivo principal do exército partidário. A guarnição Konjic consistia originalmente no 1º Batalhão do 259º Regimento com elementos de artilharia e outras unidades. Durante os combates em Prozor, Rama e Jablanica, partes da guarnição Konjic foram enviadas como reforços e foram destruídas. A Divisão Murge, como um todo, sofreu perdas de cerca de 2.300 homens em uma semana,  e foi afetada pelo pânico e pela desmoralização, o que causou muito otimismo entre os guerrilheiros. Mas, imediatamente antes do ataque principal dos Partidários, uma forte vanguarda de dois batalhões e meio do Grupo de Batalha Annacker entrou na cidade. Ao mesmo tempo, cerca de 3.000 fortes da formação Chetnik sob o comando de Lukačević chegaram à cidade e, de acordo com a guarnição, assumiram posições ao redor da cidade. Desta forma, tornou-se inesperadamente um obstáculo muito difícil para todo o Grupo Operacional Principal Partidário.
A 3ª Divisão decidiu invadir a cidade usando duas de suas brigadas (a terceira permaneceu em Prozor), com uma (a 5ª Brigada de Montenegro) atacando ao longo da margem direita do rio, e a segunda (a 10ª Brigada de Herzegovina) ao longo do esquerda. O ataque organizado às pressas começou na noite de 22 de fevereiro. Devido à insuficiência de inteligência, a 10ª Brigada encontrou forte resistência Chetnik na margem oriental e mal conseguiu chegar à cidade antes do amanhecer. Na margem oposta, a 5ª Brigada enfrentou forte resistência das forças alemãs e italianas, obtendo pouco sucesso. Com isso, a 3ª Divisão não viu outra alternativa senão cancelar o ataque até a manhã do dia 23.
Para a tentativa seguinte, no dia 24 de fevereiro à noite, as forças de ataque foram reforçadas com a 4ª Brigada de Montenegro da 2ª Divisão Proletária e a Companhia de Tanques do Quartel-General Supremo. O ataque continuou durante a noite e recomeçou na noite seguinte, mas sem sucesso. Num relatório, os alemães elogiaram a “ajuda dos bravos Chetniks”. 
Como o bloqueio da passagem de Ivan Sedlo pela 1ª Divisão Proletária parecia persistir e nenhuma outra parte do grupo de batalha Annaker alcançou Konjic, Tito decidiu enviar outra brigada. No início de 26 de fevereiro, a 3ª Brigada Krajina deixou suas posições em torno de Prozor e iniciou a marcha para a cidade em apuros. No entanto, depois de apenas algumas horas, foi convocado de volta. O aparecimento da 717ª Divisão de Infantaria (agora atacando Prozor em vez de Livno, como originalmente previsto pelo plano para Weiss 2) no flanco do grupo de batalha Vogel colocou em perigo toda a frente ocidental do NOVJ; o Hospital Central de Šćit estava agora diretamente exposto ao ataque alemão. Consequentemente, o ataque a Konjic, utilizando forças adicionais da área de Prozor, teve de ser cancelado.
Nesta fase, Tito e o seu QG de repente encontraram-se diante de uma situação totalmente diferente daquela que enfrentaram apenas alguns dias antes. Em 20 de Fevereiro, as perspectivas pareciam boas para o "Grupo Operacional Principal": todas as guarnições italianas, excepto uma, no Vale do Neretva foram destruídas e a estrada para a Herzegovina Oriental parecia aberta. Agora, a estrada foi bloqueada por uma resistência inesperadamente forte em Konjic, e o exército partidário foi cercado no estreito vale de Neretva cercado por todos os lados por fortes forças inimigas: em 25 de fevereiro, os alemães lançaram o Weiss 2, atacando Drvar, Glamoč e Livno com dois divisões; os italianos em Mostar se reagruparam e colocaram em campo dois grupos de batalha com o apoio de Chetnik rio acima; outras fortes concentrações de Chetnik foram detectadas na margem oriental do Neretva. Consequentemente, os planos tiveram de ser revistos e decisões difíceis tiveram de ser tomadas.

### Weiss 2

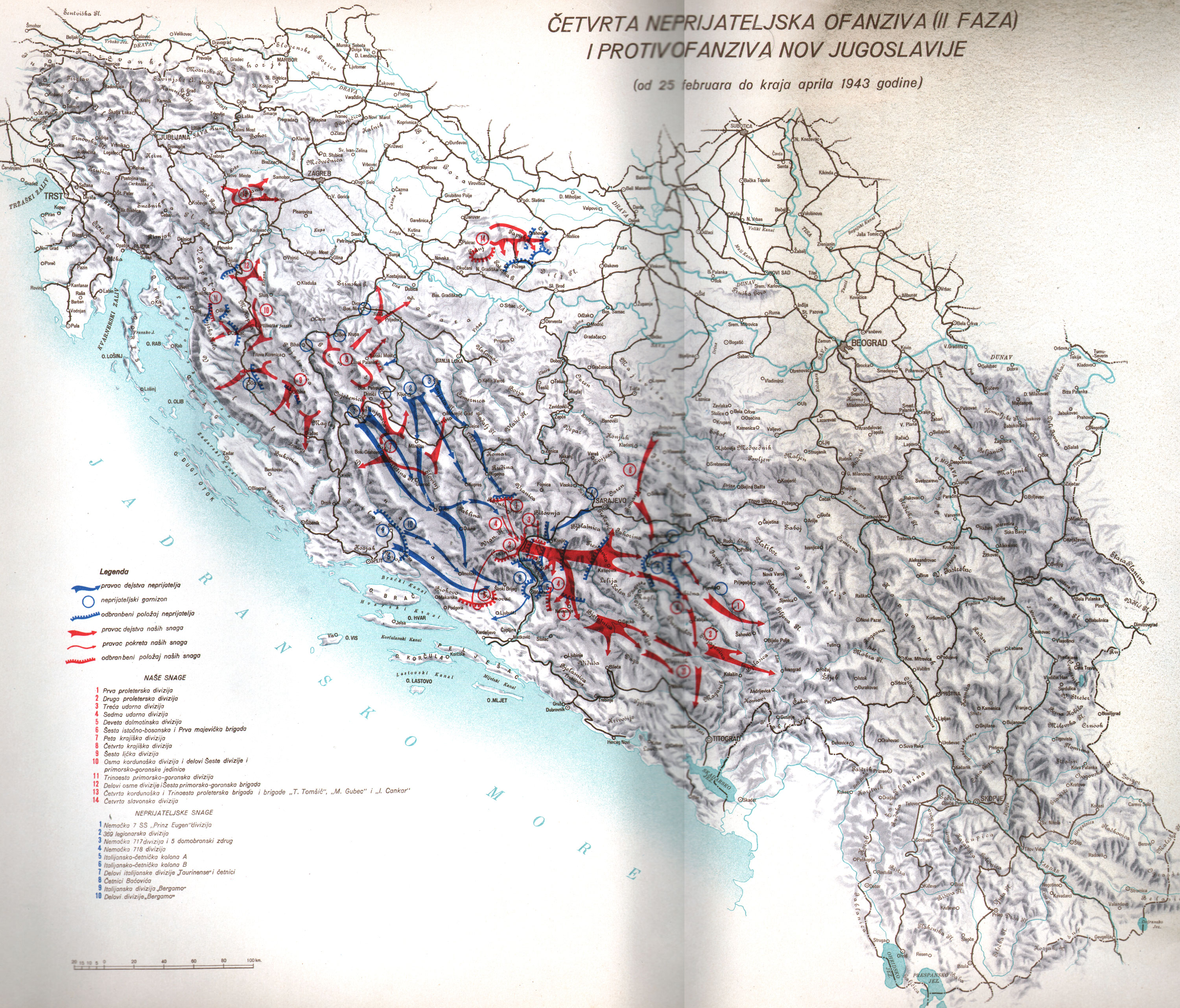
Segunda etapa, as operações alemãs Weiss Mostar e Weiss 2, e Partisan passam por Neretva

Com base na inteligência recolhida, o comando alemão concluiu que Livno era o centro da metade sudeste do território partidário. Por essa razão, Weiss 2 foi concebido como um ataque concêntrico a Livno, com a suposição de que os guerrilheiros seriam empurrados para trás, cercados e destruídos ali. Nesse ínterim, a situação mudou. Os guerrilheiros invadiram o vale de Neretva e sua concentração principal estava agora entre Prozor e Konjic. Apesar disso, o comando alemão prosseguiu em grande parte com o plano original. À luz dos desenvolvimentos recentes, no entanto, a primeira (718ª) e depois de uma semana outra (717ª) divisão foram direcionadas para o novo ponto de inflamação.
Duas divisões, a 7ª SS e a 369ª, foram utilizadas para a operação Weiss 2. Seu avanço começou em 25 de fevereiro. A rota atribuída à 7ª Divisão SS foi de Bosanski Petrovac, passando por Drvar e Bosansko Grahovo até Livno, enquanto a 369ª Divisão teve que cobrir a rota de Mrkonjić-Grad através de Mliništa e Glamoč até Livno. Na frente deles estavam seis (em dez) brigadas do 1º Corpo Partidário da Bósnia. O plano do Quartel-General do Corpo não exigia uma defesa decisiva. As unidades ofereceriam resistência suficiente para permitir a evacuação das unidades e da população e, a partir de então, apenas escapariam do avanço das colunas alemãs. A 7ª Divisão SS capturou Drvar em 28 de fevereiro e continuou em direção a Grahovo, repelindo as 8ª, 9ª e 10ª Brigadas Krajina. No caminho para Glamoč, as 4ª e 7ª Brigadas Krajina retardavam a 369ª Divisão. Quando a 7ª Divisão SS alcançou Grahovo, e a 369ª, Glamoč, em 2 de março, o Quartel-General do Corpo decidiu realizar a manobra de evasão, e as brigadas, juntamente com uma massa de refugiados, iniciaram sua marcha sobre a Montanha Šator em direção a Rore, e de volta ao Krajina. O clima gelado e a neve profunda fizeram com que esta marcha sobre a área montanhosa custasse muitas vidas de civis. Os alemães investiram grandes esforços na perseguição dos guerrilheiros através da montanha, mas os guerrilheiros permaneceram esquivos e o único resultado foi a captura de vários refugiados exaustos.
Após esta manobra, todas as unidades do 1º Corpo da Bósnia ficaram fora do alcance do avanço alemão, exceto as 7ª e 9ª Brigadas Krajina. Eles foram temporariamente subordinados diretamente ao QG Supremo, que lhes ordenou que desacelerassem o avanço alemão em direção a Neretva. Em 5 de março, as duas divisões alemãs finalmente chegaram a Livno e tomaram-na sem luta. Após vários dias de descanso, a 7ª Divisão SS retomou os seus movimentos para a área de bauxite de Mostar sem interferência partidária e a 369ª Divisão dirigiu-se para Jablanica.
Mais ao sul, o grupo de unidades Chetnik da Herzegovina sob o comando de Baćović marchava de Split em direção a Neretva. Este grupo foi transportado pelos italianos por mar e terra para Knin em dezembro de 1942, a fim de combater os guerrilheiros em Lika. No início de fevereiro de 1943, o grupo foi primeiro devolvido a Split e recebeu então ordem de fazer uma marcha por terra até Neretva. Ao passar pelo interior de Biokovo, o grupo cometeu numerosos crimes contra a população civil. Em torno de Vrgorac, o grupo encontrou os elementos da 9ª Divisão Partidária (Dálmata). A divisão, implantada na área mais ampla de Imotski, já estava sob pressão do leste (grupo de batalha regimental italiano "Scotti" de Mostar) e do sudeste (Chetniks de Montenegro sob Vesković de Ljubuški). Diante de tais adversidades, a divisão teve que recuar em direção a Jablanica, onde passou a fazer parte do Grupo Operacional Principal. 

### Batalha de Neretva

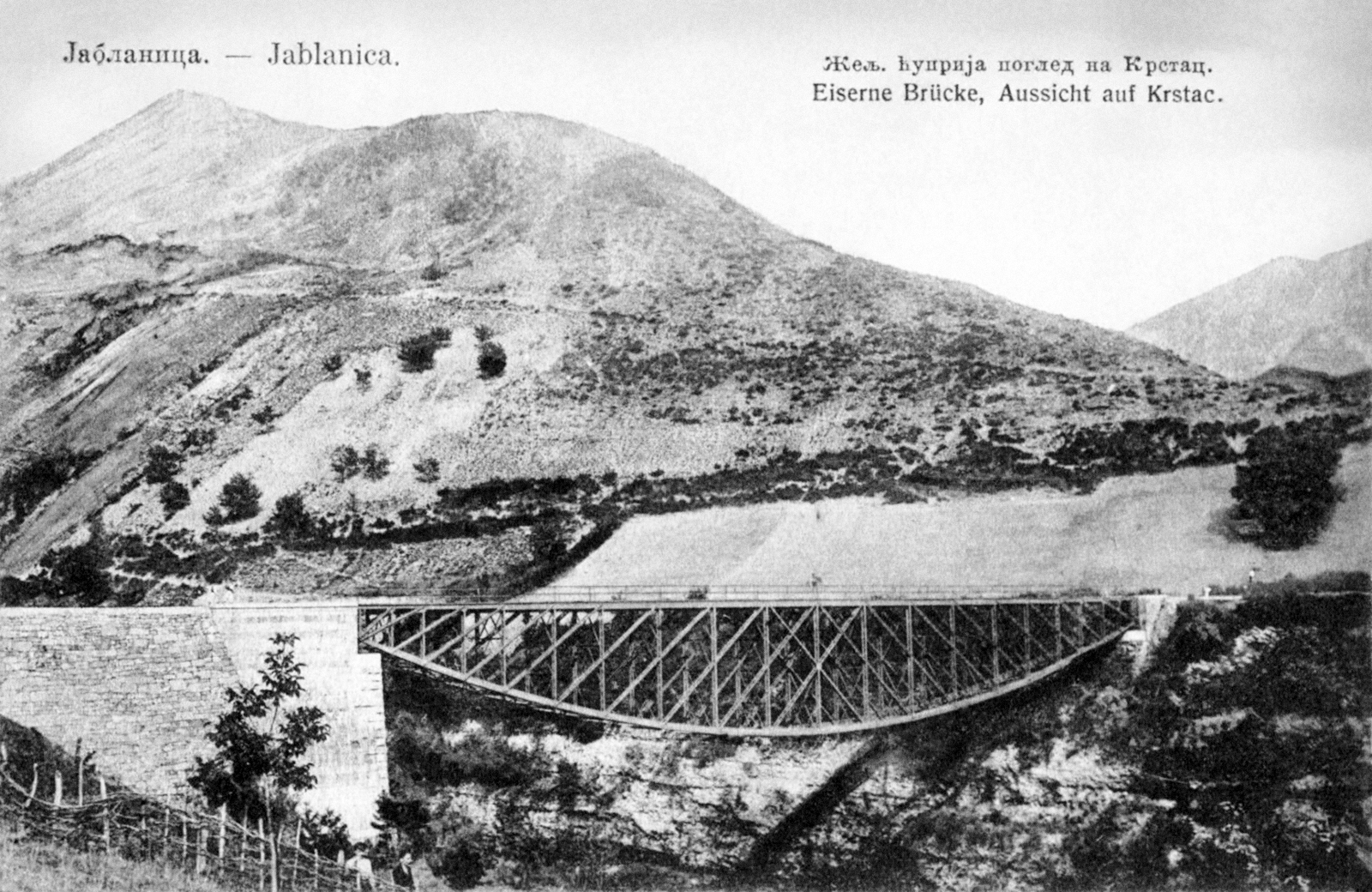
Estrutura original da famosa ponte antes de ser explodida pelos guerrilheiros

Nos últimos dias de Fevereiro, o Grupo Operacional Principal de Tito encontrou-se numa posição crítica, sem qualquer estrada aberta. Por um lado, ficou preso diante da teimosa defesa da guarnição Konjic e, por outro, foi exposto à crescente pressão sobre Prozor. Houve também pressão constante das partes reforçadas da 718ª divisão de Sarajevo, aumento da pressão dos grupos de batalha ítalo-Chetnik de Mostar, aumento de mais forças Chetnik na margem oriental de Neretva e mais duas divisões alemãs (7ª SS e 369º) estavam se aproximando do oeste. Notícias alarmantes sobre a ameaça iminente ao Hospital Central chegavam diariamente ao quartel-general de Tito.

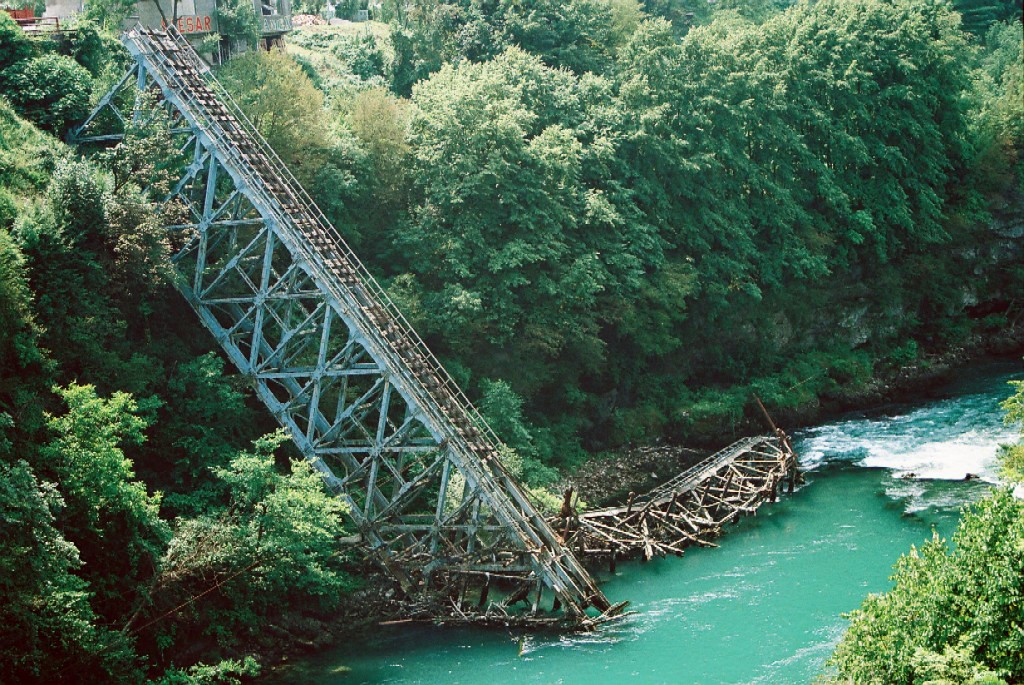
Ponte destruída, hoje parte do complexo memorial, com estrutura alterada para fins e durante a produção cinematográfica

Nessa situação, Tito assumiu firmemente o comando tático. Em 28 de fevereiro ele decidiu reverter a direção do ataque e, em vez de empurrar Neretva, decidiu atacar duramente os alemães que pressionavam Prozor. Seguindo esta nova orientação, ordenou à Companhia Pioneira que destruísse todas as pontes sobre o Neretva, o que foi feito entre 1 e 4 de março. Ele também ordenou que todas as forças concentrassem os ataques contra Gornji Vakuf, restando apenas as retaguardas necessárias no Neretva. 

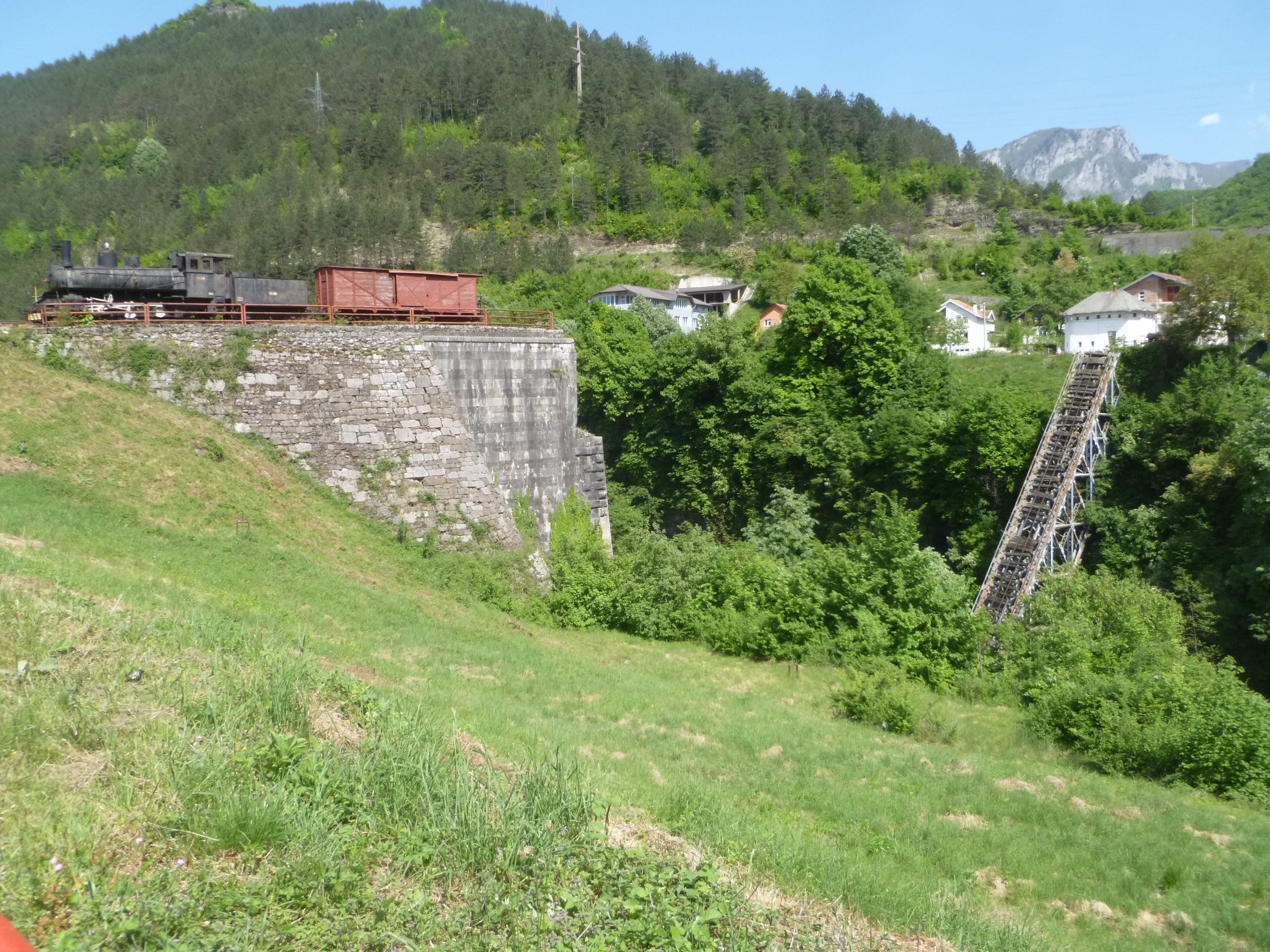
Complexo memorial hoje, a ponte sobre o Neretva foi construída duas vezes e destruída duas vezes durante as filmagens do filme Bitka na Neretvi, daí o desvio estrutural do original.

#### Contra-ataque em Gornji Vakuf
O contra-ataque começou nem um minuto antes. A 717ª Divisão e o grupo de batalha Vogel atacavam ao longo da estrada Gornji Vakuf – Prozor com a coluna principal, enquanto tentavam contornar a defesa partidária com colunas de flanco sobre Pidriš e Vilića gumno, com a intenção de capturar a importante passagem em Makljen. Na madrugada de 2 de março, a 4ª Brigada Proletária, liderada pelo seu 2º Batalhão, contornando as colunas de feridos do Hospital Central, chegou a Vilića gumno e assumiu posições na neve profunda, a 30 a 50 metros das linhas alemãs, para ser atacado quase imediatamente pelo 749º Regimento Alemão. Após várias horas de defesa, a Brigada atacou as posições inimigas e empurrou os alemães de volta pelas encostas da montanha Raduša. Os combates foram intensos e dramáticos, em circunstâncias difíceis, e as perdas foram graves. O relatório daquele dia contabilizou 51 mortos, 83 feridos, 21 desaparecidos e 31 casos de congelamento. Do outro lado, a 3ª Companhia do 2º Batalhão ficou reduzida a apenas 8 homens. Por este sucesso, o 2º Batalhão e seu comandante Niko Strugar foram oficialmente elogiados por Tito. 
Durante os dias 2 e 3 de março, brigadas chegaram a Prozor e assumiram suas posições ao longo da linha de fogo. Em 4 de março, um contra-ataque partidário em grande escala foi lançado com todas as nove brigadas. Cinco brigadas atacavam frontalmente as posições alemãs e as quatro restantes tentavam contornar os flancos. Os alemães foram empurrados para trás até perto de Bugojno e permaneceram lá esperando e se preparando para a defesa até 8 de março. Na luta de 4 de março, a 2ª Brigada Proletária capturou o Major Strecker, Comandante do 3º Batalhão do 738º Regimento, e nos dias seguintes o utilizou para propor aos alemães uma troca de prisioneiros e conversar sobre alguns outros assuntos.  Isto levou às famosas negociações de Março.

#### Forçando o caminho sobre Neretva

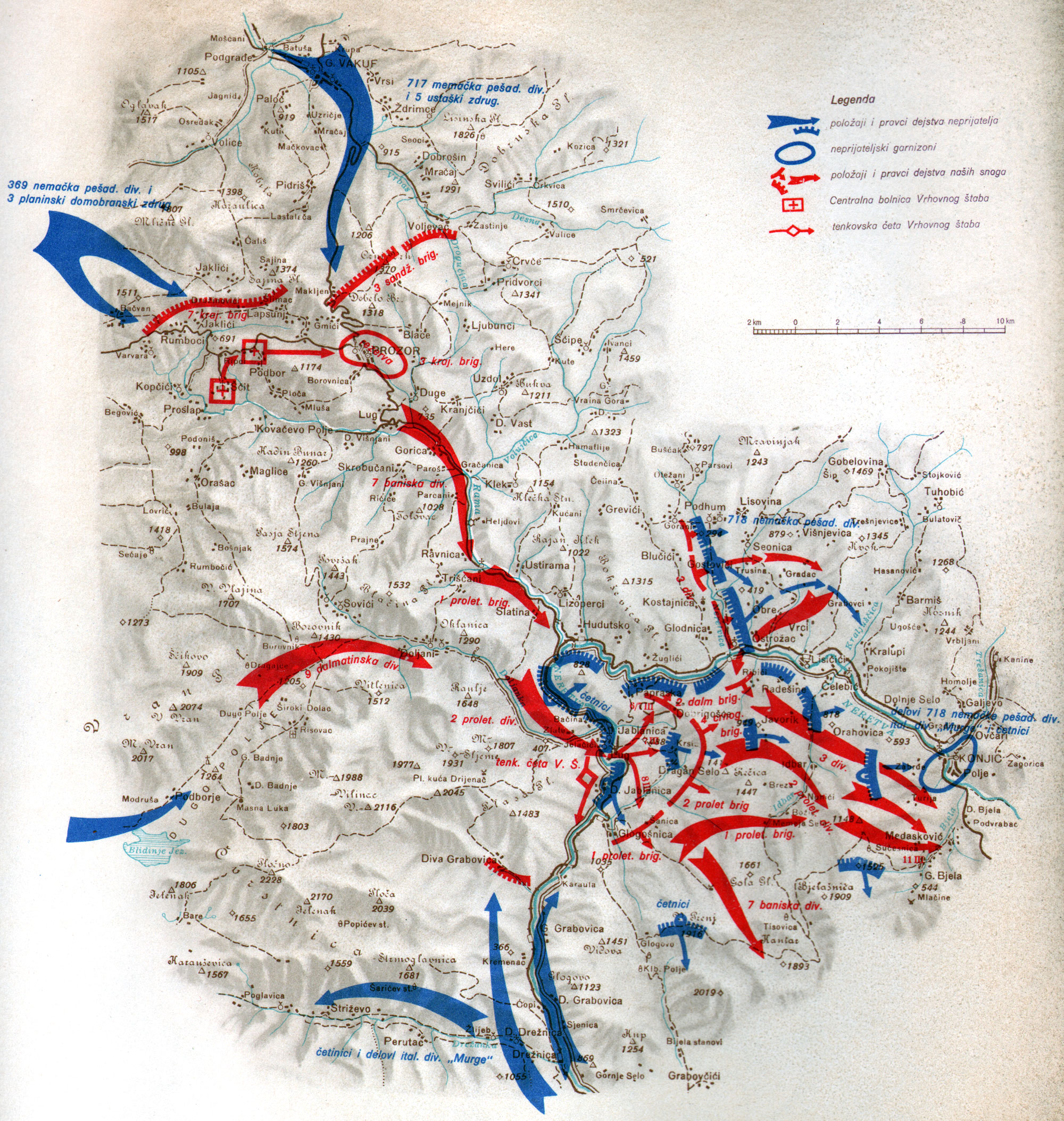
Empurrão partidário final sobre Neretva

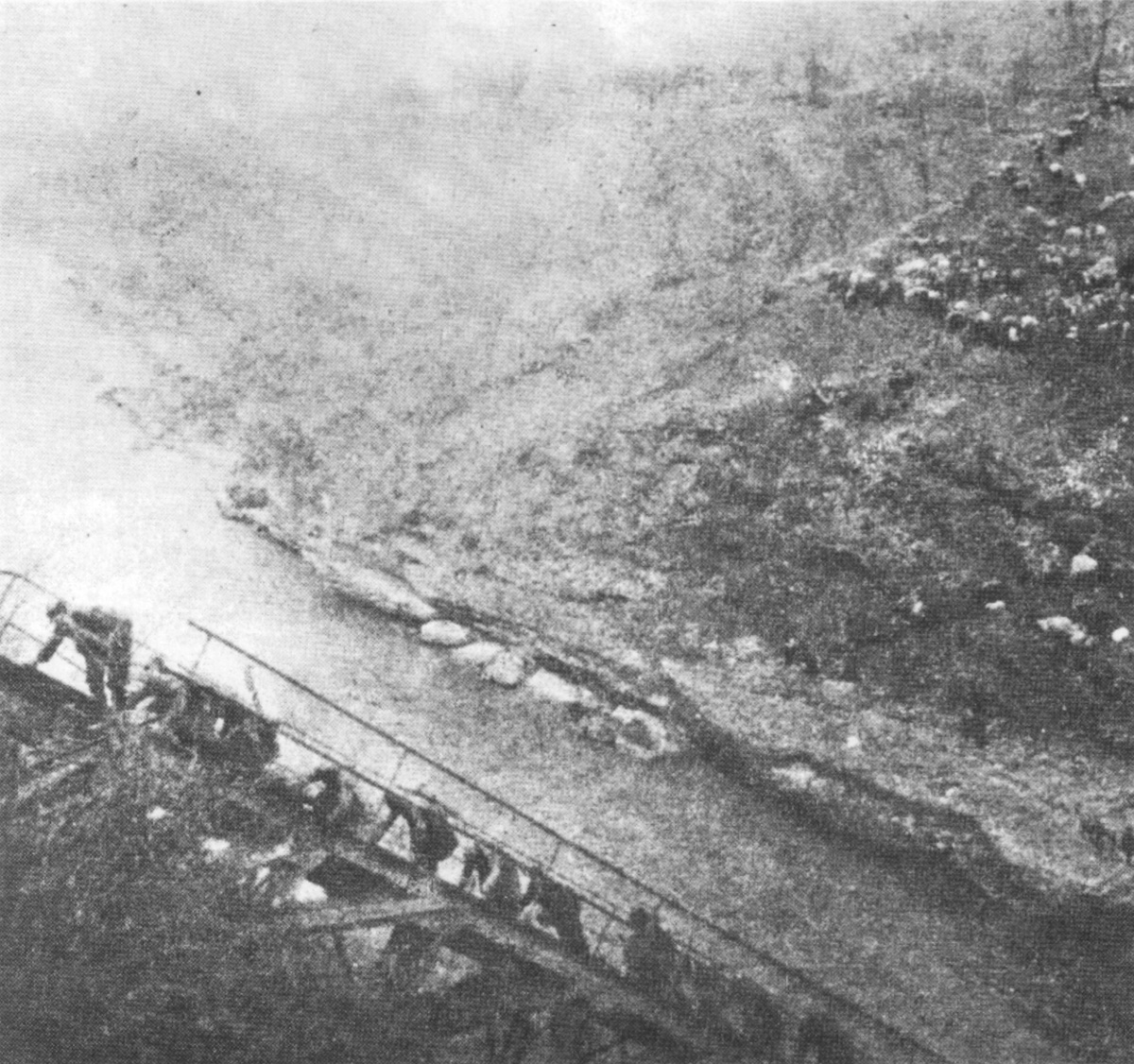
Partidários atravessando o rio Neretva durante a construção da ponte quebrada em Jablanica

O Comando Alemão ficou confuso e preocupado com o ataque partidário bem-sucedido em Gornji Vakuf. Supondo que os guerrilheiros continuariam seu avanço em direção a Bugojno, o General Lüters ordenou que a 369ª Divisão chegasse à área em 6 de março, anotando no Diário de Guerra que "o principal erro (foi) G.Vakuf".  No entanto, Tito não ficou satisfeito com as perspectivas de avanço/retirada para o vale de Vrbas, temendo que os guerrilheiros apenas trocassem um caldeirão por outro. À luz destas considerações, e para grande surpresa dos seus associados mais próximos, Tito ordenou uma viragem de 180 graus e redirecionou a maior parte do seu exército de volta para o Neretva.
O papel fundamental em forçar o caminho sobre Neretva foi atribuído à 2ª Brigada Dálmata. Durante os preparativos do contra-ataque Gornji Vakuf, a brigada foi deixada no Neretva como retaguarda. Após o contra-ataque ter sido lançado, o comandante da brigada Ljubo Vučković não considerou a possibilidade de regressar ao rio e, consequentemente, ordenou a evacuação de Jablanica, posicionando a sua unidade nas colinas fora da cidade. Porém, em 4 de março, Tito convocou-o para uma reunião, criticou-o por ter deixado Jablanica e ordenou-lhe que reocupasse imediatamente a cidade. Além disso, Vučković foi instruído a cruzar o Neretva com sua unidade na noite seguinte, expulsar os Chetniks da margem oriental e garantir uma cabeça de ponte. 
A reocupação de Jablanica revelou-se mais fácil do que se pensava. Como a Companhia de Tanques do QG Supremo estava disponível, recebeu ordem de liderar o ataque. A cidade era controlada por dois batalhões da Brigada Durmitor Chetnik. Depois de ver os tanques, os Chetniks presumiram que se tratava da coluna de socorro italiana e avançaram para enfrentá-los. Os guerrilheiros aproveitaram a confusão de Chetnik e abriram fogo, fazendo-os entrar em pânico e fugir. A 2ª Brigada Dálmata passou o dia inteiro considerando várias opções para a travessia do rio. Como o destacamento pioneiro só chegou tarde da noite, Vučković informou ao Comando Supremo que seria impossível cruzar o Neretva na mesma noite. No dia seguinte, 6 de março, a brigada foi reforçada pela 2ª Brigada Proletária. Sob o manto da escuridão, um grupo de 12 homens da 2ª Companhia do 3º Batalhão do 2º Dálmata cruzou o esqueleto da ponte ferroviária e começou a subir a íngreme margem oriental. Os Chetniks que ocupavam o bunker acima da ponte perceberam que algo estava acontecendo e começaram a atirar às cegas, matando dois soldados. Os dez homens restantes conseguiram chegar ao topo do penhasco e destruir o bunker com granadas de mão. Retirado esse obstáculo, seguiu-se o restante do batalhão, seguido por dois batalhões da 2ª Brigada Proletária. No dia seguinte, esses três batalhões dispersaram a Brigada Chetnik Durmitor, fazendo com que seus soldados fugissem para a retaguarda, onde espalharam o pânico entre outras unidades Chetnik.  Com este sucesso, a cabeça de ponte foi assegurada e os pioneiros iniciaram os trabalhos de construção da nova ponte improvisada, apoiada no esqueleto da antiga.
O novo plano de Tito era empurrar os alemães para trás de Prozor para ganhar algum espaço e espaço para respirar, e então cruzar o Neretva em Jablanica o mais rápido possível. A renovação dos ataques a Konjic não estava prevista. Em vez de usar a estrada que atravessa Konjic, a maior parte do Grupo Operacional Principal, com o Hospital Central e outras unidades não-combatentes, deveria cruzar a cordilheira Prenj do outro lado do rio, em Konjic. Como era impossível levar tanques, caminhões e artilharia pesada, estes foram simplesmente jogados no rio. Uma das pré-condições necessárias para esta manobra foi o forte bloqueio da cidade. Depois que a 1ª Brigada Proletária deixou a passagem de Ivan Sedlo para participar do contra-ataque Gornji Vakuf, o grosso da 718ª Divisão, juntamente com seu quartel-general, reforçou a guarnição em Konjic. Estas forças exerceram pressão sobre as retaguardas partidárias durante os primeiros dias de março e, finalmente, conseguiram empurrá-las de volta através de Neretvica, cerca de 10km a oeste da cidade. Em 5 de março, o comandante da 3ª Divisão Partidária, Pero Ćetković, recebeu uma ordem para empurrar os alemães de volta para a cidade e isolar a guarnição para sempre. Nos combates de 5 a 9 de março, os guerrilheiros recuperaram Ostrožac e outras posições em Neretva, devolvendo os alemães às suas posições originais.
O avanço final sobre Neretva seria realizado da seguinte maneira:
- 3ª Divisão no flanco esquerdo, com a missão de bloquear Konjic.
- A 2ª Divisão reforçada com a 1ª Brigada Proletária, como coluna central, tinha a tarefa de cruzar as encostas norte de Prenj, em direção à montanha Glavatičevo e Crvanj, para chegar ao alto Neretva em Ulog e Obalj.
- A 7ª Divisão com as suas duas brigadas foi posicionada no flanco direito, com a tarefa de fazer a travessia do rio em Jablanica, contornando Prenj pelo sul, e bloqueando a estrada de Mostar em Zijemlje.
- A 1ª Divisão com a 7ª Brigada Krajina (que substituiu a 1ª Proletária), deveria atuar como retaguarda, desacelerando o avanço alemão de Bugojno em direção a Jablanica e garantindo o principal ponto de passagem.
- A 9ª Divisão tinha a tarefa de negar ao inimigo o acesso a Neretva pelo sul e sudoeste. [46]

Para contrariar este "xeque-mate" estratégico, Tito preparou um elaborado engano. Ele ordenou que seus sapadores explodissem todas as pontes do rio. Quando o reconhecimento aéreo trouxe esta informação ao comando alemão, eles concluíram que os guerrilheiros deveriam estar preparando uma investida final ao norte de sua posição atual (ao longo da costa oeste do Neretva) e explodiram a ponte para evitar a deserção, bem como o ataque. pelas forças Chetnik do outro lado do rio. Começaram assim uma redistribuição de tropas na área para bloquear o movimento previsto.
Esta redistribuição deu aos engenheiros guerrilheiros o tempo precioso necessário para reparar suficientemente a ponte e eliminar as tropas Chetnik que defendiam o seu outro lado. Os alemães, caracteristicamente, rapidamente perceberam, mas foram incapazes de corrigir o seu erro e preparar um ataque sério a tempo, devido às suas ordens anteriores de redistribuição. Com a sua retaguarda lutando contra um avanço alemão cada vez mais poderoso, os Partidários cruzaram o rio sob intenso bombardeio aéreo (o Eixo implantou grandes formações da Luftwaffe), mas a paisagem montanhosa impediu a destruição precisa da ponte improvisada. Depois que a fuga foi concluída, a ponte fraca foi finalmente inutilizada para evitar a perseguição. A humilhante derrota estratégica foi amplificada pelo fato de Tito ter conseguido manter sua conhecida promessa de não deixar os feridos para trás, pois eles enfrentavam a execução certa nas mãos do Eixo (o que mais tarde realmente aconteceu no rescaldo da Batalha de Sutjeska).

A operação marcou o "ponto alto da colaboração de Chetnik com as potências do Eixo".  Para garantir o sucesso da operação, Draža Mihailović mudou-se de Montenegro para Kalinovik, onde Zaharije Ostojić, comandante das operações na Herzegovina, estava situado. Em 9 de março, Mihailović informou ao coronel Bajo Stanišić:
"Eu gerencio toda a operação através de Branko [Zaharije Ostojić]. Nenhuma ação é ordenada sem a minha aprovação. Branko está me mantendo informado até nos mínimos detalhes. Todas as suas propostas são revisadas, estudadas, aprovadas ou corrigidas. Nisto seguimos estes princípios : trabalhamos apenas para nós próprios e para mais ninguém; preocupamo-nos apenas com os interesses dos Sérvios e da futura Jugoslávia; para a realização dos nossos objectivos usamos um inimigo contra outro, precisamente como fazem todos os nossos inimigos, com excepção, e atingir nossos objetivos com o mínimo de sacrifício, mas estamos preparados até mesmo para os maiores sacrifícios, se isso for necessário no interesse geral e para salvaguardar as pessoas de toda exposição desnecessária ao perigo em suas casas."
Os Chetniks teriam sido desarmados pelos alemães se tivessem tido sucesso contra os guerrilheiros no Caso Branco. 

## Consequências
No final de março, os alemães alegaram ter matado cerca de 11.915 guerrilheiros, executado 616 e capturado 2.506.  Apesar destas pesadas perdas e de uma vitória táctica para as potências do Eixo, as formações partidárias garantiram o seu comando e o hospital, e foram capazes de continuar as operações. Na verdade, uma vez alcançados as partes orientais da Bósnia e Herzegovina, os Partidários tiveram de enfrentar apenas os Chetniks e, por sua vez, incapacitaram-nos quase totalmente na área a oeste do rio Drina.
A próxima grande operação na Iugoslávia foi a Operação Schwarz.

## Ordem de batalha

### Partidários
Grupo Operacional Principal
- 1ª Divisão Proletária
  - 1ª Brigada Proletária
  - 3ª Brigada Proletária Sandžak
  - 3ª Brigada Krajina
- 2ª Divisão Proletária
  - 2ª Brigada Proletária
  - 4ª Brigada Proletária de Montenegro
  - 2ª Brigada Dálmata
- 3ª Divisão de Assalto
  - 5ª Brigada Montenegro
  - 10ª Brigada da Herzegovina
  - 1ª Brigada Dálmata
- 7ª Divisão Banija (a partir de 27 de janeiro)
  - 7ª Brigada Banija
  - 8ª Brigada Banija
  - 16ª Brigada Banija
- 9ª Divisão Dálmata (a partir de 5 de março)
  - 3ª Brigada Dálmata
  - 4ª Brigada Dálmata
  - 5ª Brigada Dálmata
- 7ª Brigada Krajina (a partir de 5 de março)

1º Corpo Croata
- 6ª Divisão Lika
  - 1ª Brigada Lika
  - 2ª Brigada Lika
  - 9ª Brigada Lika
- 7ª Divisão Banija (até 27 de janeiro)
  - 7ª Brigada Banija
  - 8ª Brigada Banija
  - 16ª Brigada Banija
- 8ª Divisão Kordun
  - 5ª Brigada Kordun
  - 15ª Brigada Kordun
- 6ª Brigada Litoral-Gorski Kotar
- 14ª Brigada Litoral-Gorski Kotar

1º Corpo da Bósnia
- 4ª Divisão Krajina
  - 2ª Brigada Krajina
  - 5ª Brigada Krajina
  - 6ª Brigada Krajina
  - 8ª Brigada Krajina
  - 12ª Brigada Krajina (a partir de 20 de fevereiro)
- 5ª Divisão Krajina
  - 1ª Brigada Krajina
  - 4ª Brigada Krajina
  - 7ª Brigada Krajina (até 4 de março)
- 10ª Divisão Krajina (a partir de 13 de fevereiro)
  - 9ª Brigada Krajina
  - 10ª Brigada Krajina

## Na cultura popular
O filme indicado ao Oscar de 1969, Bitka na Neretvi retrata esses eventos.
O romance de suspense de Alistair MacLean, Force 10 From Navarone, de 1968, posteriormente filmado, também traz à tona a luta de guerrilheiros em menor número contra alemães e chetniks, e a explosão da ponte Neretva. Mas os eventos históricos reais não estão em jogo e a história é inteiramente fictícia.

### Livros
- Bojić, Milosav; Vujošević, Jovan-Lola; Dozet, Dušan; Leković, Mišo (1984). Prva proleterska brigada - ilustrovana monografija [1st Proletarian Brigade - An Illustrated Monograph]. Zagreb: Globus. OCLC 12078979
- Božović, Srđan (2011). Divizija "Princ Eugen" [Prinz Eugen Division]. Pančevo: Narodni muzej Pančevo. ISBN 978-86-90-60393-0
- Dimitrijević, Bojan; Savić, Dragan (2011). Oklopne jedinice na jugoslovenskom ratištu 1941-1945 [Armored Units on Yugoslav Battleground 1941-1945]. Beograd: Institut za savremenu istoriju. ISBN 978-86-74-03154-4. Arquivado do original em 25 de julho de 2014
- Djilas, Milovan (1977). Wartime. New York: Harcourt Brace Jovanovich. ISBN 9780151946099. OCLC 875684342
- Drljević, Savo (1969). Četvrta proleterska crnogorska brigada. Zbornik sjećanja. Knjiga 1 [4th Proletarian Brigade, A Collection of Memories]. Beograd: Vojnoizdavački zavod. OCLC 15609514
- Hoare, Marko Attila (2006). Genocide and Resistance in Hitler's Bosnia: The Partisans and the Chetniks, 1941–1943. New York: Oxford University Press. ISBN 978-0-19-726380-8
- Janković, Blažo S. (1975). Četvrta proleterska crnogorska brigada [4th Proletarian Montenegro Brigade]. Beograd: Vojnoizdavački zavod. OCLC 680007016. Consultado em 26 de julho de 2014. Cópia arquivada em 8 de janeiro de 2020
- Karasijević, Drago (1986). Četvrta krajiška NOU divizija [Fourth Krajina NOU Division]. Beograd: Vojnoizdavački i novinski centar. OCLC 17731120
- Lampe, John R. (28 de março de 2000). Yugoslavia as History: Twice There Was a Country. [S.l.]: Cambridge University Press. ISBN 978-0-521-77401-7
- Milazzo, Matteo J. (1975). The Chetnik Movement & the Yugoslav Resistance. Baltimore: Johns Hopkins University Press. ISBN 978-0-8018-1589-8
- Novović, Mirko; Kronja, Ante Čenčo; Stupar, Bogdan; Đapić, Vaso (1985). Prva dalmatinska proleterska brigada [1st Dalmatian Proletarian Brigade]. Beograd: Vojnoizdavački Zavod. OCLC 455623974
- Popović, Koča; Nenadović, Aleksandar (1989). Razgovori s Kočom [Interviews with Koča]. Zagreb: Globus. ISBN 978-86-34-30582-1
- Roberts, Walter R. (1973). Tito, Mihailović and the allies: 1941–1945. New Brunswick, NJ: Duke University Press. ISBN 978-0-8135-0740-8
- Savković, Svetislav (1965). Neretva - zbornik, knjiga 2: Proleterske i udarne divizije u bici na Neretvi, zbornik radova [Neretva; Proletarian and Shock Divisions in the Battle on Neretva; A Collection of Works]. Beograd: Vojnoizdavački zavod. OCLC 455642508
- Schmider, Klaus (2002). Partisanenkrieg in Jugoslawien 1941-1944. Hamburg: Mittler. ISBN 978-3-8132-0794-1
- Shepherd, Ben (2012). Terror in the Balkans: German Armies and Partisan Warfare. Cambridge: Harvard University Press. ISBN 978-0-674-04891-1
- Terzić, Velimir; Savković, Svetislav (1965). Neretva - zbornik, knjiga 1: Proleterske i udarne divizije u bici na Neretvi, zbornik radova [Neretva; Proletarian and Shock Divisions in the Battle on Neretva; A Collection of Works]. Beograd: Vojnoizdavački zavod. OCLC 440622473
- Tito, Josip Broz; Damjanović, Pero (1982). Autobiographical Narratives, Book 1. Beograd: Narodna knjiga. OCLC 9080887
- Tomasevich, Jozo (1975). War and Revolution in Yugoslavia, 1941–1945: The Chetniks. Stanford: Stanford University Press. ISBN 978-0-8047-0857-9
- Urošević, Sredoje (1988). Druga proleterska brigada - ratovanje i ratnici (2. izmenjeno i dopunjeno izdanje) [2nd Proletarian Brigade - warfare and warriors (second amended and revised edition)]. Beograd: Poslovna politika. OCLC 450991448
- Vojnoistoriski Institut Jugoslovenske Narodne Armije (1954). Zbornik dokumenata i podataka o narodno-oslobodilačkom ratu jugoslovenskih naroda. T. 4, kn. 10, Borbe u Bosni i Hercegovini 1943 god. Beograd: Vojnoistoriski Institut Jugoslovenske Narodne Armije. OCLC 837186009
- Vuksanović, Miloš (1981). Prva proleterska brigada [1st Proletarian Brigade]. Beograd: Narodna knjiga. OCLC 442929562

### Jornais
- Shepherd, Ben (2009). «With the Devil in Titoland: A Wehrmacht Anti-Partisan Division in Bosnia-Herzegovina, 1943». War in History. 16 (1): 77–97. ISSN 1477-0385. doi:10.1177/0968344508097618
- Trifkovic, Gaj (2011). «A Case of Failed Counter-Insurgency: Anti-Partisan Operations in Yugoslavia 1943». The Journal of Slavic Military Studies. 24 (4): 314–336. ISSN 1556-3006. doi:10.1080/13518046.2011.572733. Consultado em 16 de junho de 2014